# Сан Ђулијано Векио (Алесандрија)
Сан Ђулијано Векио (итал. San Giuliano Vecchio) је насеље у Италији у округу Алесандрија, региону Пијемонт.
Према процени из 2011. у насељу је живело 1145 становника. Насеље се налази на надморској висини од 116 м.